# 1769
- Wikisource

| Calendário gregoriano                                                        | 1769 MDCCLXIX                       |
| Ab urbe condita                                                              | 2522                                |
| Calendário arménio                                                           | 1218 – 1219                         |
| Calendário bahá'í                                                            | -75 – -74                           |
| Calendário budista                                                           | 2313                                |
| Calendário chinês                                                            | 4465 – 4466 Início a 7 de fevereiro |
| Calendário copta                                                             | 1485 – 1486                         |
| Calendário etíope                                                            | 1761 – 1762                         |
| Calendários hindus - Vikram Samvat - Calendário nacional indiano - Cáli Iuga | 1824 – 1825 1690 – 1691 4869 – 4870 |
| Calendário Holoceno                                                          | 11769                               |
| Calendário islâmico                                                          | 1183 – 1184                         |
| Calendário judaico                                                           | 5529 – 5530                         |
| Calendário persa                                                             | 1147 – 1148                         |
| Calendário rúnico                                                            | 2019                                |
| Calendário solar tailandês                                                   | 2312                                |

1769 (MDCCLXIX, na numeração romana) foi um ano comum do século XVIII do actual Calendário Gregoriano, da Era de Cristo, e a sua letra dominical foi A (52 semanas), teve início a um domingo e terminou também a um domingo.
| Ano completo                    |
| ------------------------------- |
| Ano comum com início ao domingo |

## Eventos
- 23 de Janeiro - Decreto que cria, em Pombal, uma fábrica de chapéus finos de propriedade régia.
- 5 de Abril - Decreto português que atribui a censura dos livros, retirada à Inquisição, à competência da Real Mesa Censória.
- 15 de Abril - Dois Eclipses solares quase simultâneos, primeiro causado por Vênus, e cinco horas depois pela Lua. Menor tempo entre dois eclipses já registrado na história da humanidade, sendo visível na América do Norte, Europa e parte da Ásia.
- 22 de Abril - Madame du Barry torna-se a concubina oficial de Luís XV.
- 1 de Maio - Após semanas de discussão, o Conselho Privado decide manter o imposto sobre o chá nas colónias americanas.
- 5 de Maio - Decreto autorizando o estabelecimento, na Lousã, de uma fábrica de papel de escrever.
- 6 de Maio - Alvará português que cria a Junta das Confirmações. Ao sujeitar os ofícios à confirmação régia, os mesmos passaram a ser considerados como bens da coroa e insusceptíveis de apropriação patrimonial.
- 12 de Maio - Alvará régio português que combate a consolidação dos prazos das igrejas (legislação sobre a enfiteuse).
- 19 de Maio - Ao fim de três meses de contenda entre as facções a favor e contra os Jesuítas, o conclave de cardeais elege papa Lorenzo Ganganelli, candidato da facção adversa aos Jesuítas, que adopta o nome de Clemente XIV.
- 20 de Maio - Alvará português que declara a Inquisição como Tribunal Régio.
- 6 de Junho - O Marquês de Pombal coloca a Inquisição sob protecção régia.
- 8 de Junho - Alvará que cria uma fábrica de louça fina em Lisboa.
- 7 de Julho - Guilherme Stephens recebe a administração da Fábrica de Vidros da Marinha Grande.
- 17 de Julho - Alvará para protecção dos sapais e marinhas de Tavira.
- 31 de Julho - Alvará que cria em Lisboa uma fábrica de cartas de jogar, pertença do monarca.
- 26 de Agosto - Francisco de Castro é autorizado a estabelecer uma fábrica de tecidos de linho em Abrantes.
- 18 de Agosto - Em Portugal, é promulgada a Lei da Boa Razão, a qual dá ao direito subsidiário uma nova dimensão no preenchimento das lacunas existentes no campo do direito privado. Deixa de ter fundamento jurídico o direito consuetudinário; acaba com a relevância do direito canónico nos tribunais civis. Reduz o domínio da aplicação do direito romano. Visa-se pôr fim à prática da doutrina e da jurisprudência sobre a lei do soberano.
- 9 de Setembro - Carta de lei portuguesa que sanciona o direito de renovação pela chamada equitativa batolina.
- 16 de Setembro - Dom José I de Portugal assina a carta em que cria o título de Marquês de Pombal e o atribui a Sebastião José de Carvalho e Melo, conde de Oeiras.
- 17 de Outubro - Decreto português que estipula penas para os atravessedores de vinho.
- 26 de Outubro - Alvará português que proíbe as devassas sobre os concubinatos.
- 6 de Novembro - Alvará português que extingue o cargo de alcaide de Lisboa.
- 3 de Dezembro - O rei português é agredido por um demente, com duas pauladas, em Vila Viçosa.

## Política, Economia, Direito e Educação
- Em Fevereiro, a Áustria ocupa Lenberga e a região de Ziph, na Polónia.
- Em Março, Portugal abandona a praça marroquina de Mazagão. A população vai para o Brasil, onde funda a colónia de Vila Nova de Mazagão.
- Em 13 de Junho é fundada a cidade da Lapa, Paraná, Brasil.
- Em Agosto, Frederico II e José II encontram-se em Neisse (actual Nysa) para discutir a partilha da Polónia.
- Em Agosto, funda-se a fábrica de chapéus de Elvas, em Portugal.
- Em Setembro, tropas russas ocupam a Moldávia.
- Em Setembro, deu-se a trégua luso-marroquina.
- Em Outubro, a aliança russo-prussiana é renovada até 1780. José II garante a Frederico II a devolução de Ansbach e Bayreuth, enquanto a Prússia se compromete a apoiar a constituição sueca.
- Em Outubro, houve a nomeação do primeiro cônsul-geral da Rússia em Lisboa.
- Em Novembro, as tropas russas ocupam Bucareste.
- Em Dezembro, a Rússia assina um tratado com a Dinamarca a fim de evitar o malogro da constituição sueca.
- É aberta a primeira creche em Steintal, na Alsácia.

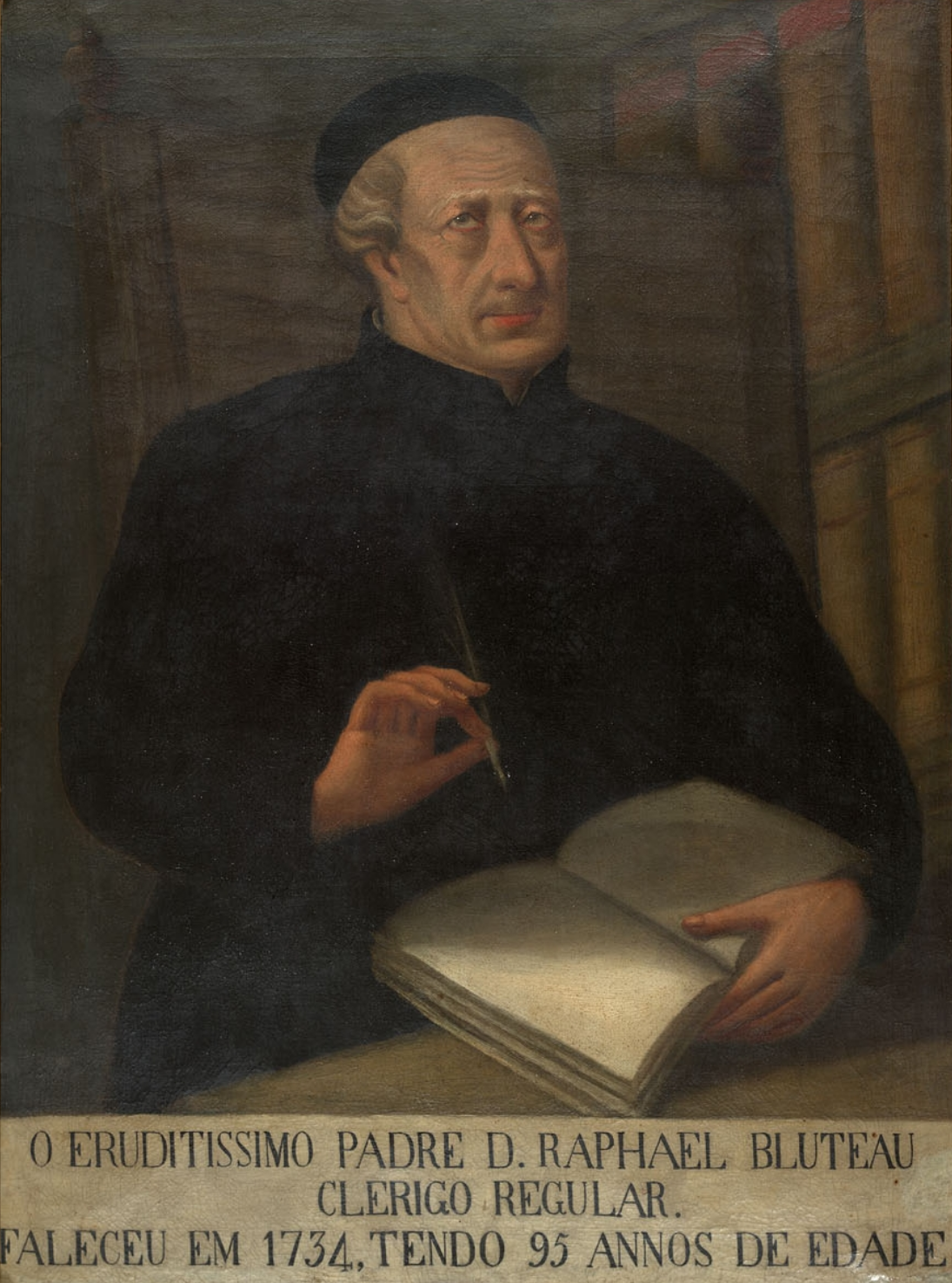
Padre Rafael Bluteau(1638-1734).

## Ciência e Tecnologia
- Richard Arkwright inventa a máquina de fiar.
- Nicolas Cugnot inventa o veículo rodoviário a vapor.
- Josiah Wedgewood abre a cerâmica Etruria junto a Burslem.
- Rafael Bluteau - Instrução sobre a Cultura das Amoreiras e Criação dos Bichos-da-Seda.

## Cultura
- Egidio Forcellini - Totius Latinitatis Lexicon.
- William Robertson - História de Carlos V.
- É aberto o Museu Pio-Clementiano em Roma.

## Filosofia e Religião
- Charles Bonnet - Palingenesia Filosófica.
- Padre António Pereira de Figueiredo - Demonstração Teológica.
- Em Janeiro, os Bourbons pedem a dissolução da Companhia de Jesus.

## Pintura, Escultura e Arquitectura
- Reinaldo Manuel dos Santos inicia a construção da Igreja dos Mártires, em Lisboa.
- Robert Adam e os seus irmãos John, William Jr. e James inicam a construção dos Adelphi, em Londres.

## Música
- Carl Philipp Emanuel Bach - Passion Cantata.

## Imprensa
- É fundado o jornal Morning Chronicle, em Londres.

## Espectáculo
- Jean-François Ducis faz a adaptação da peça de Hamlet de William Shakespeare, em Paris.

## Nascimentos
- 31 de Janeiro - Nasce em Paris André-Jacques Garnerin, inventor do Paraquedas, realizando o 1º salto a 22 de Outubro de 1797 a partir de um balão, sobre o Parque Monceau da cidade.
- 29 de Março - Nicolas-Jean de Dieu Soult, soldado, duque e político francês.
- 1 de Maio - Arthur Wellesley, 1.º Duque de Wellington (m. 1852)
- 4 de Maio - Thomas Lawrence, pintor inglês.
- 18 de Junho - Roberto Stuart, último visconde de Castlereagh.
- 15 de Agosto - Nasce na Córsega Napoleão Bonaparte, imperador francês. (m. 1821)
- 23 de Agosto - Georges Léopold Chrétien Frédéric Dagobert Cuvier, paleontologista francês.
- 14 de Setembro - Alexander von Humboldt, naturalista alemão. (m. 1859)

## Mortes
Papa Clemente XIII, n. 1693

## Por tema
- 1769 na ciência
- 1769 na literatura